# Пырсте
Пы́рсте, ранее также Пы́рсты (эст. Põrstõ) — деревня в Печорском районе Псковской области России. Входит в состав сельского поселения «Круппская волость».
Относится к нулку Тсятски исторической области Сетумаа.

## География
Расположена на севере района в 8 км к северо-западу от волостного центра, деревни Крупп. В 3,5 км к западу от деревни проходит граница РФ с Эстонией.

## Население
Численность населения деревни по состоянию на конец 2000 года составляла 4 жителя.
| 2001 | 2002 | 2010 |
| ---- | ---- | ---- |
| 4    | ↗9   | ↗11  |